# 手紙 (back numberの曲)
「手紙」（てがみ）は、back numberの13枚目のシングル。

## 解説
- 12thシングル「SISTER」から約3ヶ月ぶりのリリース。
- 完全生産限定盤（CD+DVD）での発売。
- DVDには「手紙」MVの他、メイキング映像と幕張メッセイベントホールでのライブダイジェストと貴重な映像を収録[2]。
- 前作までのシングルではカップリング曲が2曲収録されていたが、今作では急遽リリースのため表題曲とそのインストゥルメンタルバージョンのみの収録。
- ジャケット写真は、清水が故郷群馬県太田市を訪れ、東武伊勢崎線細谷駅周辺の風景を自ら撮影した。

## 収録曲
- 5thアルバム『シャンデリア』収録(#1)

1. 手紙（作詞作曲：清水依与吏、編曲：back number & 小林武史、ストリングスアレンジ：小林武史 & 四家卯大）
  - NTTドコモ TV-CMソング
  - メロディ自体は「高嶺の花子さん」の頃から存在していた。
  - 「ヒロイン」以来、2度目の小林武史プロデュース作品。もともとはバンドのみのアレンジだったが、そのままでは地味だということで小林に依頼してアレンジし直した。
2. 手紙 (instrumental)

## DVD収録内容
1. 「手紙」ミュージックビデオ
  - 出演者：森カンナ（母親役）[3]、入江甚儀（息子役）
2. 「手紙」レコーディング・MVメイキング&ジャケット写真撮影&アーティスト写真撮影メイキング
3. urban live tour 2015＠幕張メッセイベントホール ライブダイジェスト